# Prémio Wilhelm-Vaillant
O Prémio Wilhelm-Vaillant (em alemão:  Wilhelm-Vaillant-Preis), é um galardão atribuído pela Fundação Wilhelm-Vaillant destinado a promover a investigação médica.

## Laureados[1]
- 1992 - Thomas Jentsch
- 1994 - Michael Sendtner
- 1996 - Martin J. Lohse
- 1998  não atribuído
- 2000 - Franz-Ulrich Hartl
- 2002  não atribuído
- 2003 - Dirk Busch
- 2005 - Jens Claus Brüning
- 2007 - Gunther Hartmann
- 2009 - Anita Maria Rauch
- 2011 - Karl Lenhard Rudolph
- 2013 - Florian Greten
- 2015 - Andreas Ladurner